# Nesbygda
Nesbygda is een plaats in de gemeente Drammen in de Noorse provincie Buskerud met circa 973  inwoners (2007) en een oppervlakte van 0,99 km².

## Geschiedenis
Tot 1 januari 2020 maakte de plaats deel uit van de gemeente Svelvik in de provincie Vestfold. Op die dag werden beide opgeheven en werd Nesbygda opgenomen in de  gemeente Drammen in de op die dag gevormde provincie Viken.
Berger · Drammen · Jordbrekkskogen · Gulskogen · Nedre Eiker · Nesbygda · Konnerud · Pukerud · Skoger · Stubberud · Svelvik · Tangen